# Merry Maidens

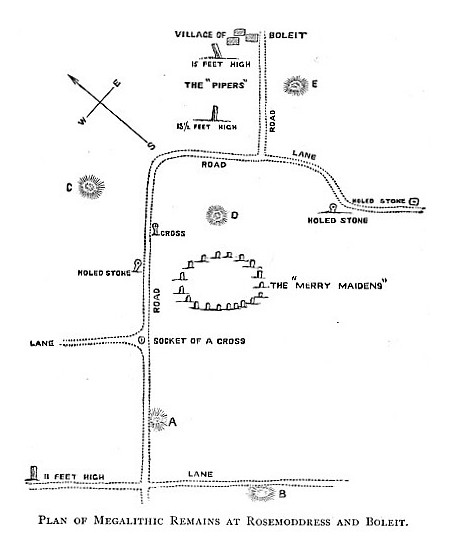
Mappa del sito in cui si trovano le Merry Maidens disegnata da William Borlase

(The) Merry Maidens ("(le) allegre fanciulle"), noto anche come Danse Maen, cerchio di Boleigh o cerchio di Rosemodress (o Rosmodreuy), è un cerchio di pietre situato tra i villaggi inglesi di Lamorna e St Buryan, in Cornovaglia (Inghilterra sud-occidentale), e risalente al tardo Neolitico oppure agli inizi dell'Età del Bronzo (2.500-1.500 a.C.). È ritenuto il cerchio di pietre meglio conservato della Cornovaglia.

## Origini del nome
Il nome del sito deriva da una leggenda secondo la quale 19 ragazze sarebbero state trasformate in pietra, come punizione per aver danzato di domenica durante un matrimonio. Questa leggenda venne probabilmente diffusa dalla Chiesa cristiana allo scopo di combattere i riti pagani che si celebravano attorno al sito.
Il sito è conosciuto anche con il nome di Dans Meyn o Dans Maen, traducibile come "pietra danzante", anche se il termine deriva probabilmente dal cornico Zans Meyn, che significa "pietra sacra".

## Descrizione
Le Merry Maidens si trovano all'interno di un complesso megalitico che comprende anche l'entrata alla tomba di Tregiffian, The Pipers e altri menhir.
Il cerchio si compone di 19 pietre e ha un diametro di 23,8 metri. Le pietre sono separate tra loro da spazi della lunghezza di 3,7 metri. Fanno eccezione le pietre situate nella parte orientale, che sono separate tra loro da spazi di 6,2 metri: ciò farebbe pensare ad un ingresso al sito collegato a motivi astronomici. La pietra più alta misura 1,4 metri e si trova nella parte sud-occidentale del cerchio, dal lato opposto rispetto alla pietra più piccola.
Il sito si trova nei pressi di altre due pietre note come The Pipers, ovvero "i suonatori di cornamusa", che, secondo la leggenda sarebbero stati coloro che avevano accompagnato con la loro musica le 19 ragazze trasformate poi in pietra.

## Storia
Il sito venne descritto per la prima volta nel 1769 dall'antiquario William Borlase. Borlase annotò la presenza di un altro cerchio di pietre nei pressi del sito tuttora visibile.
La presenza di questo ulteriore cerchio di pietre, composto da sette pietre, fu notato anche da un discendente di William Borlase, William Copeland Borlase nel 1872 e sarebbe poi andato completamente perduto alla fine del XIX secolo. Tra il 1862 e il 1869, le Merry Maidens furono sottoposte ad un'opera di restauro.
Secondo l'archeologo John Barnatt, le pietre in origine sarebbero state 18, alle quali ne sarebbe stata aggiunta una proprio nel corso di questo intervento.